# 赵宗晖
懷榮穆王趙宗暉（1028年—1094年7月12日），祖籍涿郡（今河北省保定市清苑区）人，宋朝宗室、宋太宗趙炅曾孫、商恭靖王赵元份孫、濮安懿王趙允讓第三子、宋英宗趙曙兄長。

## 生平
趙宗暉最初任邕州觀察使，元豐元年（1078年）襲三弟趙宗誼的濮國公爵，以奉祀濮王，進官淮康軍節度使，又在元豐二年（1079年）加同中書門下平章事、開府儀同三司。次年（1080年），侄子宋神宗加封祖父家族，他亦被封為濮陽郡王。
他在元豐七年（1084年）獲封嗣濮王，奉祀濮安懿王，宋哲宗即位後，改任鎮南節度使、檢校司徒，至紹聖元年（1094年）去世，贈職太師，追封懷王，諡榮穆。六弟趙宗晟襲嗣濮王。

## 家族

### 祖父母
- 赵元份，商恭靖王

### 父母
- 趙允讓，濮安懿王

### 子女
- 趙仲損，沂恭憲王
- 趙仲爰，恭王
- 趙仲沈，濟國良公
- 趙仲璲，景城侯
- 趙仲念，贈左屯衞將軍